# Ludwik Więcław
Ludwik Więcław ps. „Kłos”, „Mariusz”, „Śląski” (ur. 1908 w Leżajsku, zm. 5 września 1949) – działacz Stronnictwa Narodowego, żołnierz Narodowej Organizacji Wojskowej, porucznik Narodowego Zjednoczenia Wojskowego.

## Życiorys
Syn Józefa i Magdaleny z domu Wilk. Edukację z powodu trudnej sytuacji materialnej zakończył na gimnazjum w Leżajsku, zdając tzw. małą maturę. W latach 1931–1932 odbył służbę wojskową w 51. pp. w Brzeżanach, uzyskując stopień sierżanta rezerwy. Od 1938 r. był członkiem koła Stronnictwa Narodowego w Leżajsku.
Walczył w kampanii wrześniowej w szeregach Armii „Modlin” – brał udział w bitwie pod Mławą, a następnie w obronie Warszawy. Na początku października 1939 r. powrócił do Leżajska. W listopadzie 1939 r. został aresztowany na skutek donosu miejscowych Ukraińców, ale po miesiącu wyszedł na wolność (pozostawał pod nadzorem policyjnym i został wpisany na listę osób przeznaczonych do wywiezienia na roboty do Niemiec). Od kwietnia 1940 r. służył w Narodowej Organizacji Wojskowej w Leżajsku. W marcu 1941 r. został aresztowany przez gestapo i przewieziony do więzienia w Przemyślu. Udało mu się stamtąd uciec po wybuchu wojny niemiecko-sowieckiej. Wrócił do Leżajska, gdzie na początku lipca 1941 r. objął dowództwo miejscowej placówki NOW, a pod koniec 1942 r. został mianowany komendantem NOW na powiat łańcucki. Od jesieni 1943 r. pełnił funkcję oficera łącznikowego w oddziale partyzanckim NOW-AK por./kpt. Franciszka Przysiężniaka „Ojca Jana”.
Po wkroczeniu wojsk sowieckich wrócił do Leżajska, gdzie został członkiem Miejskiej Rady Narodowej. Prowadził zakład garbarski i pracował jako księgowy. We wrześniu 1944 r., po zamknięciu zakładu przez władze, zagrożony aresztowaniem przez UB, uciekł z domu rodzinnego i powrócił do działalności konspiracyjnej.
W styczniu 1945 r. mianowany komendantem NZW w powiecie łańcuckim, a miesiąc później awansowany do stopnia porucznika. W styczniu 1946 r., objął dowództwo Inspektoratu „Hanka” (obejmującego powiaty: Łańcut, Przeworsk, Nisko i Janów Lubelski). Jednocześnie kierował wydziałem organizacyjnym w zarządzie Okręgu Rzeszowskiego SN. W lutym 1946 r. uczestniczył w Krakowie w kursie dla działaczy narodowych zorganizowanym przez ZG SN. Najprawdopodobniej również od końca kwietnia 1946 r. był szefem Pogotowia Akcji Specjalnej (PAS) w Okręgu Rzeszowskim NZW.
24 kwietnia 1947 r. ujawnił się przed komisją amnestyjną przy PUBP w Rzeszowie i wrócił do Leżajska. 22 sierpnia 1948 r. został aresztowany przez funkcjonariuszy rzeszowskiego WUBP. W procesie kierownictwa Okręgu Rzeszowskiego NZW, wyrokiem Wojskowego Sądu Rejonowego w Rzeszowie, został 30 maja 1949 r. skazany na karę śmierci, wykonaną 5 września tego roku w więzieniu na rzeszowskim Zamku.
13 marca 1992 r. Sąd Wojewódzki w Rzeszowie unieważnił wyrok WSR z 1949 roku.
W Leżajsku jedna z ulic została nazwana imieniem Ludwika Więcława.